# Federico Kleger
Federico Esteban Kleger (9 de enero de 1903, Wynberg, Ciudad del Cabo - 1952) fue un atleta argentino de origen bóer especializado en lanzamiento de martillo que obtuvo el sexto y séptimo puesto en esta disciplina en los Juegos Olímpicos de Ámsterdam 1928 y Los Ángeles 1932, respectivamente.

## Breve reseña biográfica
En 1907 el matrimonio de Antonio Kleger y María Zloisaite decide emigrar junto con sus hijos pequeños a Argentina. Antonio Kleger fue contratado por la empresa británica The Buenos Aires Western Railway Limited como  tornero y matricero. La familia Kleger se instala primero en el barrio de Liniers y en 1915 se afinca definitivamente en el pueblo de Merlo.
Los chicos Kleger se crían en el pueblo de Merlo y Federico se interesa por los deportes y comienza a competir en atletismo representando al Club Ferro Carril Oeste.
Federico Kleger forma matrimonio con su vecina de pueblo Margarita Boggeto.

## Trayectoria deportiva
Con 1,85 m de estatura, Federico Kleger obtuvo el primer puesto y medalla de oro en lanzamiento de martillo en el Campeonato Sudamericano de Atletismo de 1926, con una marca de 46,46 m., y en el campeonato de 1927 obtuvo nuevamente el primer puesto con una marca de 46,69 m.
Kleger participó en los Juegos Olímpicos de Ámsterdam 1928 y obtuvo el séptimo puesto con una marca de 46,61 m. 
Participó en los campeonatos sudamericanos de 1929 y 1931 obteniendo el primer y segundo puesto (49,57 m y 45,57 m) respectivamente.
En 1932 participó en Juegos Olímpicos de Los Ángeles 1932 representando a Argentina y obtuvo el sexto puesto con una marca de 48,33 m.
En 1933 participa del Campeonato Sudamericano de Atletismo en donde obtuvo el primer puesto en lanzamiento de bala con una marca de 53,51 m., marca que fue rota en 1958 por el chileno Alejandro Díaz con 54,45m.
En el Campeonato Sudamericano de Atletismo de 1937 Kleger obtuvo el segundo puesto en lanzamiento de martillo con una marca de 48,85 m.; en la edición de 1941 Kleger obtuvo el tercer puesto con una marca de 46,60 m.
En la tabla siguiente se resume el palmarés de Federico Kleger en lanzamiento de martillo:
| Campeonato Sudamericano de Atletismo | Campeonato Sudamericano de Atletismo | Campeonato Sudamericano de Atletismo | Campeonato Sudamericano de Atletismo |
| Año                                  | Lugar                                | Medalla                              | Marca                                |
| ------------------------------------ | ------------------------------------ | ------------------------------------ | ------------------------------------ |
| 1926                                 | Montevideo Uruguay                   | Medalla de oro                       | 46,46 m                              |
| 1927                                 | Santiago Chile                       | Medalla de oro                       | 46,69 m                              |
| 1929                                 | Lima Perú                            | Medalla de oro                       | 49,57 m                              |
| 1931                                 | Buenos Aires Argentina               | Medalla de plata                     | 45,57 m                              |
| 1933                                 | Montevideo Uruguay                   | Medalla de oro                       | 53,51 m                              |
| 1937                                 | São Paulo Brasil                     | Medalla de plata                     | 48,85 m                              |
| 1941                                 | Buenos Aires Argentina               | Medalla de bronce                    | 46,60 m                              |
| Juegos Olímpicos                     |                                      |                                      |                                      |
| Año                                  | Lugar                                | Medalla                              | Marca                                |
| 1928                                 | Ámsterdam Países Bajos               | 7°                                   | 46,61 m                              |
| 1932                                 | Los Ángeles Estados Unidos           | 6°                                   | 48,33 m                              |